# Caryomyia eumaris
Caryomyia eumaris är en tvåvingeart som beskrevs av Gagne 2008. Caryomyia eumaris ingår i släktet Caryomyia och familjen gallmyggor. Inga underarter finns listade i Catalogue of Life.